# Прорыв при Арисе
Прорыв при Арисе (нем. Gefecht von Arys) — один из боёв в ходе Мазурского сражения, прорыв русского фронта силами 1-го армейского корпуса германской армии в районе южных Мазурских озёр.

## Военно-стратегическая ситуация
После поражения в ходе наступления в Восточной Пруссии русские войска отступили с юга немецкой провинции. Первая русская армия, не участвовавшая в сражении, в начале сентября 1914 года осадила Летцен и крепость Бойен. В районе Лык находился русский 22-й корпус генерала Бринкена. Ей противостояли части 8-й германской армии, действовавшие на изолированном фронте. 6 сентября 8-я начала наступление силами 1-го армейского корпуса. 

## Ход боёв
Во время боёв Мазурском регионе все части 1-го армейского корпуса генерала от инфантерии Германа фон Франсуа воевали на разных направлениях и действовали изолированно друг от друга. 2-я дивизия воспользовалась окружением российской Наревской армии и вышла к Найдернбургу, 1-я дивизия блокировала 1-й российский армейский корпус, предотвратив его продвижение к Зольдау. 2-я дивизия двинулась с запада от Миколайки к озеру Спирдинг на восток. После освобождения Йоханнесбурга она направилась к городку Арису, где располагался один из самых больших в Восточной Пруссии немецких военных полигонов. Ещё весной 1914 года именно на этом полигоне 1-я дивизия провела четыре недели и поэтому была хорошо подготовлена для действий в районе Ариса, что было важно для дальнейших планов генерала фон Франсуа.
1-я дивизия прошла маршем по йоханессбургерскому шоссе, выйдя к Арису. Слева от Снярдв действовал 5-й восточно-прусский пехотный полк «Фон Бойен». В правой части полигона наступал 1-й восточно-прусский гренадерский полк «Кронпринц», слева — 6-й восточно-прусский пехотный полк «Герцог Карл Мекленбург-Стрелицкий» и с юга — 2-й восточно-прусский пехотный полк «Король Фридрих Вильгельм I». 7 сентября  пехотных полка Германской империи вышли к полигону, но их дальнейшее продвижение было остановлено. В то же время в тот же день полк «Фон Бойен» сумел взять Арис.
Некоторые русские части были выведены с полигона в ночное время. 8 сентября начался штурм казарм военного полигона. Во второй половине дня гренадерский полк «Кронцпринц» достиг Вежбины, а вечером пехотный полк «Герцог Карл Мекленбург-Стрелиц» полностью захватил полигон. Захват Ариса угрожал русским войскам окружением, и они отступили на север, к Элку.
Прорыв слабой обороны русских в районе Мазурских озер поставил под удар левый фланг армии Ренненкампфа. Командир 22-го корпуса Бринкен, действовавший юго-восточнее Мазурских озер, отказался ударить в тыл обходящему противнику, сославшись на усталость войск. В результате в ночь на 10 сентября начался отход левого крыла 1-й армии. 